# Ianuarie 1998
Acest articol este generat integral pe baza informațiilor din articolul 1998 și este actualizat periodic de un robot.
 Editările făcute în articol vor fi șterse la următoarea actualizare! Dacă doriți să faceți modificări, editați articolul-sursă.

ianuarie -
februarie -
martie -
aprilie -
mai -
iunie -
iulie -
august -
septembrie -
octombrie -
noiembrie -
decembrie
Ianuarie 1998 a fost prima lună a anului și a început într-o zi de joi.

## Evenimente

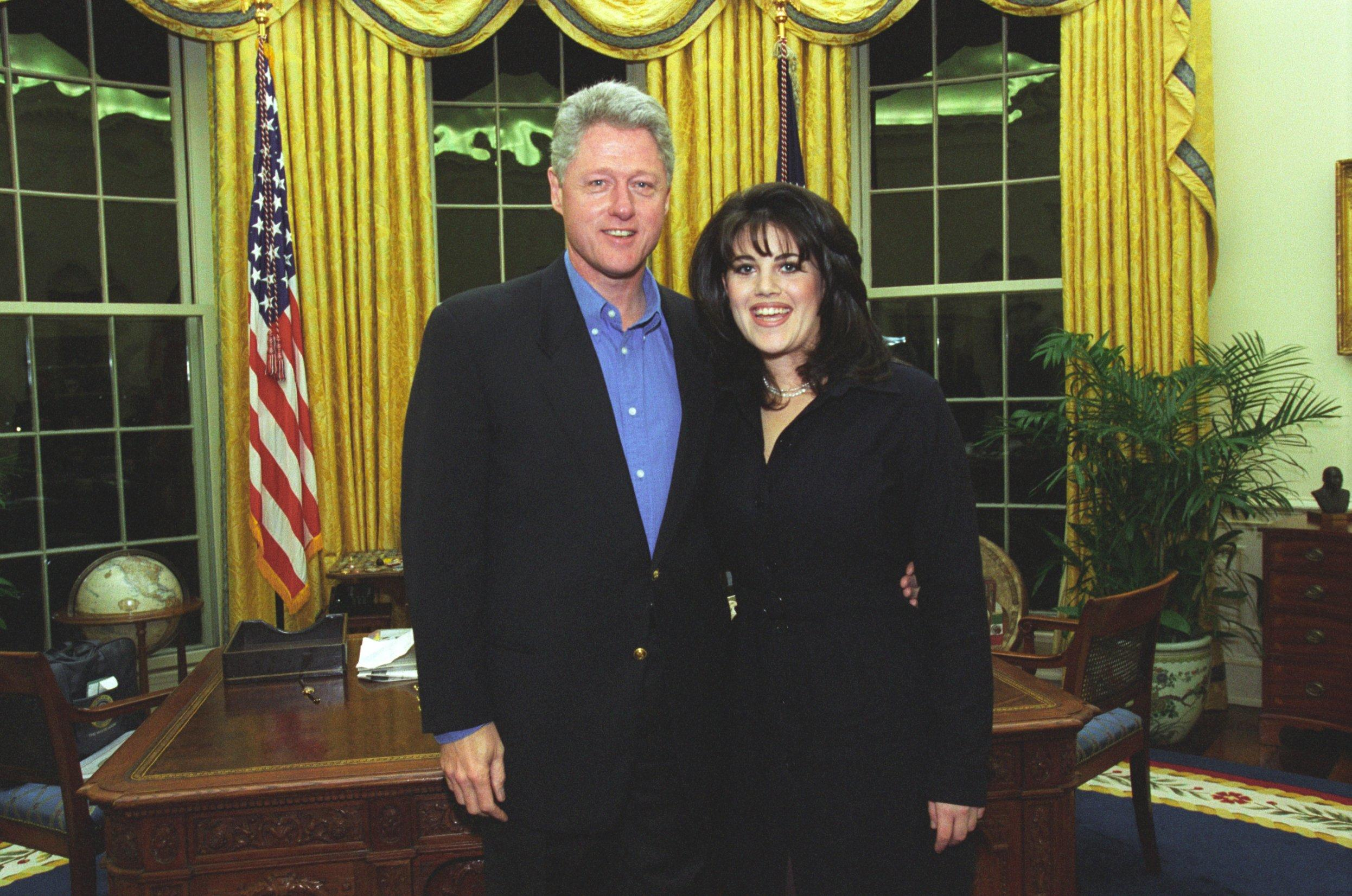
În Statele Unite izbucnește scandalul Lewinsky

- 7 ianuarie: PD adoptă un document prin care face cunoscută nemulțumirea partidului față de rezultatele guvernării.
- 12 ianuarie: Un număr de 19 țări europene, printre care și România, semnează, la Paris, Protocolul privind interzicerea clonării umane, primul text de drept internațional constrângător, elaborat în acest domeniu.
- 20 ianuarie-25 ianuarie: Vizita „istorică” a Papei Ioan Paul al II-lea la Havana, unde este primit triumfal de liderul comunist Fidel Castro.
- 22 ianuarie: În urma întâlnirii dintre președintele Emil Constantinescu și liderii PNȚCD și PD, Petre Roman, liderul PD comunică hotărârea partidului de a susține un guvern minoritar condus de Victor Ciorbea, până la apariția unei moțiuni de cenzură.
- 23-24 ianuarie: În Slovacia are loc reuniunea președinților statelor din Europa Centrală - Austria, Cehia, Germania, Italia, Polonia, Slovacia, Slovenia, Ungaria, Bulgaria și Ucraina. Reuniunea are ca temă rolul societății civile pentru viitorul Europei unite. România este invitată pentru prima oară la această reuniune.
- 25 ianuarie: Partidul Comunist Francez își deschide arhivele pentru istorici și politologi.
- 26 ianuarie: Scandalul Lewinsky. La televiziunea americană, președintele american Bill Clinton neagă că a avut „relații sexuale” cu fosta angajată de la Casa Albă, Monica Lewinsky.
- 30 ianuarie: Intră în vigoare Regulamentul privind efectuarea operațiunilor valutare, emis de Banca Națională a României. Se renunță la plafonul de 500 de dolari pe care fiecare cetățean al României putea să-i cumpere pe parcursul unui an, pe baza pașaportului, urmând ca valuta să poată fi cumpărată, de la această dată, fără restricție de cetățenii țării.[1]

## Nașteri
- 8 ianuarie: Manuel Locatelli, fotbalist italian
- 10 ianuarie: Stefano Oldani, ciclist italian
- 13 ianuarie: Isabela Souza, actriță braziliană
- 16 ianuarie: Daciana Hosu, handbalistă română
- 18 ianuarie: Andrei Ciobanu, fotbalist român
- 23 ianuarie: XXXTentacion (n. Jahseh Dwayne Ricardo Onfroy), rapper, cântăreț și compozitor american (d. 2018)
- 23 ianuarie: Rachel Crow, cântăreață, comediană și actriță americană
- 24 ianuarie: Serban Picu, jurnalist, om de televiziune

## Decese
- 1 ianuarie: Mircea Marian, 59 ani, prozator, dramaturg și publicist român (n. 1938)
- 4 ianuarie: Vasile Veselovski, 72 ani, compozitor român de muzică ușoară (n. 1925)
- 5 ianuarie: Sonny Bono, muzician și politician american (n. 1935)
- 7 ianuarie: Vladimir Prelog, 91 ani, chimist elvețian de origine croată, laureat al Premiului Nobel (1975), (n. 1906)
- 7 ianuarie: Piotr Grabowski (1947–1998), actor polonez (n. 1947)
- 8 ianuarie: Alexandru Elian, istoric român (n. 1910)
- 9 ianuarie: Kenichi Fukui, 79 ani, chimist japonez, laureat al Premiului Nobel (1981), (n. 1918)
- 9 ianuarie: Lia Manoliu, 65 ani, atletă română (n. 1932)
- 28 ianuarie: Ion Onoriu, 60 ani, acordeonist român (n. 1937)
- 30 ianuarie: Samuel Eilenberg, 84 ani, matematician american de etnie poloneză (n. 1913)